# 長歌行 (漫畫)
《長歌行》是夏达创作的幻想歷史漫画作品，於《漫友》及《Ultra Jump》漫畫雜誌同步連載。2016年12月，因為夏天島工作室版權的問題、加上夏達健康惡化，宣布暫停連載。

## 故事簡介
唐高祖武德九年六月初四庚申日，太子李建成和四皇子李元吉在玄武門為二皇子李世民所殺，史稱「玄武門之變」。「玄武門之變」後，李建成的女兒、永寧公主李長歌，女扮男裝死裡逃生，尋找機會替父報仇。

## 角色

### 主要角色
李長歌（聲優：朱雀橙/申秋香、刘姝含（童年））
女主角，永寧公主，太子李建成之女，生母則是回紇王族。父母手足均死於玄武門之變，自己卻因為魏徵等人的庇護得以死裡逃生。後至朔州投靠太守公孫恆，用巧計延緩突厥的攻擊，而被提拔成都尉，但朔州一戰最終失敗告終，長歌被俘出關，被迫為突厥人效命。在防守朔州的同時罹患咳疾，因為疏於調養而隨時間惡化，導致長歌在情緒激動（或是遭受嚴重打擊）甚至會咳出血。

因其心機和謀略被突厥特勤阿史那隼重用，並在小可汗襲擊時幫助阿史那隼與穆金等人脫困，和阿史那隼建立情誼。彌彌古麗自殺後，悲痛萬分的長歌一度迷失自我而離開突厥，所幸被流雲觀的商隊撿到並帶回觀中，在流雲觀休養的時候逐漸找回了本心，儘管無法放棄復仇，但也領略到自己真正該走的道。

後以兩種身分（男裝的李長歌與女裝的秦離離）與秦老等人遊走於西域諸國，企圖促成薛陀延與回紇聯合對抗突厥，卻意外發現自己與回紇王族有血緣關係，被立為回紇的郡主並受到頡利發信任。

某些程度上欣賞阿史那隼的灑脫和忠於本心，即使志在擊退突厥，卻也不願與他為敵。
阿史那隼 （聲優：熬磊）
男主角，東突厥特勤，大可汗的養子，天生鷹目，九歲上戰場以來從未有敗績。

朔州一戰中，接受了長歌不屠城的請求，並將長歌俘虜回突厥。
雖然本人毫無爭奪汗位的意思，但仍遭到小可汗忌憚，接受長歌的建議北遷並開闢商道，但因為過程中與契丹有所牽扯，反而成為小可汗討伐的藉口，恩人奧丹的部族慘遭滅族，隼因此自責不已，也決心要前往契丹了解自己的身世。

在26話中得知長歌是女生，與雁行門前往漢人的地界找尋失蹤的長歌，在與赤鲵的火拼中救了長歌一命，並得知她真正的身分。與長歌等人分離後，與亞羅、阿爾泰前往契丹找尋自己的身世。

在回紇的戰役中假死，派穆金一人回去謊稱鷹師全滅，藉此消除大可汗的疑心。

### 其他角色

#### 突厥
穆金 （聲優：凤三）
阿史那隼的親信，突厥將軍，自幼就在阿史那隼身邊，深知他的脾性。精通漢人的語言文字，城府頗深，起初對長歌心存芥蒂，因為長歌「見質疑不見悲、見獎賞不見喜」。阿史那隼前往漢人地界後，留守大營，對隼忠心耿耿，一度為了隱瞞阿史那隼的行蹤，而打算射殺傳遞軍令的突厥特使，後被趕回來的阿史那隼阻止。
少數知道長歌女兒身的人之一。
阿史那社爾
父為前代大可汗處羅可汗，現今大可汗為他的叔父，視隼為眼中釘，欲除之而後快。生母為前隋的義成公主。
錦瑟夫人
義成公主的侍女，待在小可汗的身旁為其獻計。
突厥可敦
隋朝義成公主，小可汗的生母，受到可汗重用，手段凌厲，心懷興復隋朝大志。
頡利可汗
突厥大可汗，儘管養子隼是他麾下最利的一把劍，卻始終對他的忠誠抱有疑心。

重利而十分信任胡商，導致突厥許多部族對其不滿。
亞羅
隼的手下，突厥部族延翰家的勇士。起初很瞧不起長歌，後來在隼與小可汗衝突對戰之際，擔任往來奔走雁行門之間的信使。

是繼隼之後，唯一見過長歌女裝的突厥人。

#### 雁行門
秦古 （聲優：宣晓明）
本是公孫恆的心腹軍師，在朔州兵敗、公孫恆自盡後，轉為長歌所用，保護公孫恆遺孤與阿竇出逃。為營救長歌而重振商道雁行門，喬裝商人用計讓大可汗退兵。在長歌言明「興唐」志向後，仍不離不棄的追隨。
阿竇 （聲優：马程）
原是品香齋收容的流民小二，在品香齋燒毀後拜長歌為師，同至朔州，朔州戰敗後得知其公主身分。在秦老的調教下逐漸變成可以獨當一面的「竇大將軍」，代替秦老主導雁行門的事物，但在長歌悟道後因為無法接受其「興唐」的理念而分道揚鑣。
緒風（聲優：郭盛）
公孫恆親信，長歌曾賭命在他對公孫恆的忠誠上。公孫恆死後與秦老一起追隨長歌，長歌等人前往西域後，負責蒐集情報、教育媛娘、打理雁行門在長安的宅邸。
羅十八
原是燕雲十八騎的一員，後成為長歌的護衛。將主公的意志視為自己的意志，盡忠職守的女護衛。

雁行門長安的大宅中，是個令許多僕役畏懼的存在。

#### 李唐皇族與官員
魏徵 （聲優：杨默）
字玄成，原是太子李建成門下的謀士，亦為長歌的老師。玄武門之變後，被李世民收為己用，任諫官。少數知道長歌還活著的人。
房喬 （聲優：周启勋）
字玄齡，李世民之謀士，曾教長歌下奕（圍棋），知道長歌未死之事實，卻向李世民謊稱她已死。
杜如晦 （聲優：芒来）
字克明，李世民之心腹，為「玄武門之變」其中重要謀臣之一，懷疑長歌未死，私下追查其下落。
李世民 （聲優：张震）
唐朝第二代皇帝，長歌的二叔，因太子李建成與李元吉譁變而發動玄武門之變，誅殺了李建成與李元吉全家。

還是秦王時在戰場上救下長歌之母，對其懷有愛慕之情，然而兩人終究沒結成連理。

是長歌年幼時最親近的長輩，長歌至今隨身攜帶的短劍即是李世民所贈。
李建成
長歌之父,原計畫刺殺李世民,卻因行跡敗露,反被李世民所殺(玄武門之變)
李瑾 （聲優：杨婧/朱雀橙、杨如萧（童年））
長歌之母，原回紇公主阿不格瑪蘇（意為「最珍貴的花朵」），姿容端麗，有一頭燦若流雲的金髮。

在戰亂中被李世民所救，賜名「瑾」，對秦王李世民懷有愛慕之情，但因其長期在外征戰，最後成了太子李建成的側室。

玄武門之變時服鴆酒自盡，在李世民懷中斷氣前曾言「錯過，不是錯了，是過了」。
羅藝
隱王李建成的舊部，玄武門之變後，起兵反李世民，兵敗逃亡至北疆，與長歌重逢後將令牌交給長歌後過世。
李淳風 （聲優：轻薄的假相）
通曉天文星象、珠算數術，時任太史令，為朝廷制定曆法與占卦卜算。

李世民登基之時曾言「李唐必為女禍」。在流雲觀拜訪時發現李長歌的蹤影，並對觀主告知了其真實身分。
皓都 （聲優：李璐）
杜如晦手下直屬密探，奉命偵查、探尋情報及排除一切障礙，自朔州以來持續追查長歌的動向。
司馬康 （聲優：程寅）
尉迟敬德 （聲優：范哲琼）
負責追擊永寧公主的將軍，在她騎馬越過斷崖後放棄追擊，本以為會因此被問罪，後在房玄齡的斡旋下不了了之。
喬師期
鴻廬寺少卿，杜如晦的學生，在皓都的護衛下出使西域，目的在遊說西域部族聯合起來對抗突厥，在回紇時與郡主身分的長歌相遇，是少數知道她過去身分的人（似乎見過年幼的永寧公主）感佩她身為公主的風骨。

#### 流雲觀
靜澹真人
流雲觀觀主，商道「洛川」的主人。觀內收留戰亂時遭擄婦孺並安排其去留，在洛陽城東一帶頗有名望。

超凡脫俗的態度和自在的性格給了長歌很深的啟發，是個極有智慧的女性。
荃娘
曾經是天涯淪落人，被靜澹真人收留後，學習醫術並協助管理流雲觀大小事務，於商隊歸途中救助重病昏迷的長歌。
王碧
突厥滅了她的故鄉家園，在顛沛流離後來到流雲觀，因無家可歸而跟隨荃娘在此落腳。

對於長歌甚是照顧，是一個沒有心機、直率單純的大姊。
五娘
流雲觀南荒的流民小女孩，因長歌代為監管南荒開墾，而使當地流民生活漸豐，所以很感激長歌和流雲觀。

#### 契丹
奧丹
契丹匹吉部族族長，往昔曾任大可汗護衛，在隼小時候於狼口拯救他。後慘遭小可汗滅族，僅孫子阿爾泰活著逃到了隼的大營。
阿爾泰
契丹匹吉部族長奧丹的孫子，性格倔強，對突厥人懷有敵意，但向爺爺發誓過，絕對不會危害阿史那隼。

阿史那隼帶他回到了契丹，目前與姑姑一家人生活在一起。
阿萊
阿爾泰的表哥，起初對隼等人抱有敵意，之後對他們改觀。
娥谷
奧丹的女兒、阿爾泰的姑姑、阿萊的母親，是一個心寬體胖的婦人。

對於救了阿爾泰的隼和亞羅十分感激。
摩會
契丹大賀氏首領之子，阿萊的朋友，對突厥人抱持敵意，在被隼救下後對他的戰鬥實力欽佩不已。後來得知了隼和自己其實有血緣關係。
大賀氏首領
契丹的部族首領，為了族人的生存而向突厥稱臣。

為了大義不得不捨棄身在突厥的奧丹和兄長子嗣（當時還是嬰兒的隼），在與隼見面後向他拖出了實情。

容貌與隼有幾分相似。
桑落
契丹首領的夫人，摩會的母親。

#### 回紇
彌彌古麗
回紇某部族族長之女，被突厥俘虜獻給隼之軍團，原要被處死，後被長歌所救。

實際身分是錦瑟夫人派來臥底的奸細，為了保全自己的幼弟，事跡敗露後彌彌選擇用長歌的短劍自殺。
藥羅葛氏菩薩
回紇現任的首領，自號頡利發，智足多謀但心思難辨，一度對長歌等人抱著不信任的態度，後發現長歌（化名秦離離）實為自己的外甥女。

言談之間時常與長歌針鋒相對，但實際上相當疼惜她。與長歌的母親一樣有著金色的長髮與修長的手指。
老夫人
頡利發之母，同時也是長歌的外婆。在認親前就對秦離離疼愛有加，是個慈和嚴明的老夫人，但教訓起兒子來似乎也是毫不留情。
麗迪亞
老夫人身邊的侍女。

#### 薛延陀
夷男俟斤
薛延陀現任的首領，數十年前帶領族人西遷，在東西突厥間紮根茁壯，如今想趁西突厥動盪的時候返回祖居之地，便打算與回紇聯軍擊退東突厥。對女兒圖伽十分疼愛。
圖伽
薛延陀首領的第一個孩子，從睜眼就沒見過戰亂，是個倍受眾人呵護的小姑娘，對愛情十分憧憬，一度傾心於男裝扮相的長歌，後發現她是回紇的郡主。

#### 其他
公孫恆 （聲優：吴凌云）
歷經兩朝的朔州刺史，亦是提拔長歌的人，廣受朔州城民愛戴。在突厥兵犯告急之時，為保護滿城百姓性命捨身自刎。
公孫媛
已故朔州太守公孫恆的遺孤，目前託於秦古身旁，與阿竇情同兄妹。

秦老和長歌等人大多稱呼她為「媛娘」，長安大宅裡的僕役則稱呼其為「媛娘子」。
孫思邈
當代最有名的醫者與修道士，雲遊四方時遇困苦病痛必定出手救治，不問貴賤貧富，世人尊稱為「藥王」。
司徒郎郎
越女劍當代唯一傳人，外表玩世不恭實則心思縝密，恩師故去後收徒心切，看上長歌資質奇佳而主動提出收徒之意。
沙鉢利
西域的大商賈，大可汗的座上賓之一，出了名的又貪又狠。

雁行門透過他打通了西域不少勢力，包含東突厥可汗與夷男俟斤。

## 出版書籍
| 集數 | 廣東新世紀出版社 | 廣東新世紀出版社      | 時報文化       | 時報文化               |
| 集數 | 發售日期         | ISBN                  | 發售日期       | ISBN                   |
| ---- | ---------------- | --------------------- | -------------- | ---------------------- |
| 1    | 2011年12月       | ISBN 978-7540-54854-4 | 2015年7月3日   | ISBN 978-957-136-323-3 |
| 2    | 2012年6月        | ISBN 978-7540-55294-7 | 2015年8月25日  | ISBN 978-957-136-365-3 |
| 3    | 2012年9月        | ISBN 978-7540-56809-2 | 2015年9月8日   | ISBN 978-957-136-369-1 |
| 4    | 2013年4月        | ISBN 978-7540-57503-8 | 2015年9月22日  | ISBN 978-957-136-370-7 |
| 5    | 2013年8月        | ISBN 978-7540-58296-8 | 2015年10月6日  | ISBN 978-957-136-371-4 |
| 6    | 2014年2月        | ISBN 978-7540-58440-5 | 2015年10月20日 | ISBN 978-957-136-372-1 |
| 7    | 2014年9月        | ISBN 978-7540-58670-6 | 2016年1月26日  | ISBN 978-957-136-465-0 |
| 8    | 2015年5月        | ISBN 978-7540-58987-5 |                |                        |
| 9    | 2015年11月       | ISBN 978-7540-59648-4 |                |                        |
| 10   | 2016年4月        | ISBN 978-7540-59887-7 |                |                        |
| 11   | 2016年12月       | ISBN 978-7558-30280-0 |                |                        |

海外版
| 卷數 | 集英社         | 集英社                 |
| ---- | -------------- | ---------------------- |
| 1    | 2012年1月19日  | ISBN 978-4-08-879264-4 |
| 2    | 2012年8月17日  | ISBN 978-4-08-879401-3 |
| 3    | 2013年3月19日  | ISBN 978-4-08-879539-3 |
| 4    | 2013年11月19日 | ISBN 978-4-08-879687-1 |
| 5    | 2015年1月19日  | ISBN 978-4-08-879847-9 |
| 6    | 2015年1月19日  | ISBN 978-4-08-890111-4 |
| 7    | 2015年11月19日 | ISBN 978-4-08-890317-0 |
| 8    | 2016年4月19日  | ISBN 978-4-08-890401-6 |

## 動態漫畫
於2015年播出。其製作為動態漫畫，於10月23日播出，每集片長約10分。

### 製作人員
- 原作：夏達
- 導演：張震
- 錄音：瞿强、吴星、张帅
- 音樂：小旭音樂
- 音效：张帅
- 製片人：朱雀橙
- 出品人：南宮泓
- 出品：燃也
- 製片：绘沫白露
- 製作：章鱼、小野败仔、七月、刘阳、古达、李乐、李伯尧、呆子、毛毛
- 動畫製作：夏天島工作室

### 主題曲
片尾曲「长歌行」
作詞：赵清随，作曲、編曲：HITA（i2star）、bear（李建衡），演唱：i2star

### 各話列表
| 話數 | 標題        |
| ---- | ----------- |
| 01   | 黄钟        |
| 02   | 大吕        |
| 03   | 太簇        |
| 04   | 夹钟        |
| 05   | 姑洗        |
| 06   | 仲吕        |
| 07   | 蕤宾        |
| 08   | 林钟        |
| 09   | 夷则        |
| 10   | 南吕        |
| 11   | 无射        |
| 12   | 昙华篇 应钟 |

## 图片
2015年9月8日至9月22日，原版漫画在杭州图书馆地下展览大厅举行展出，以下为拍摄照片。

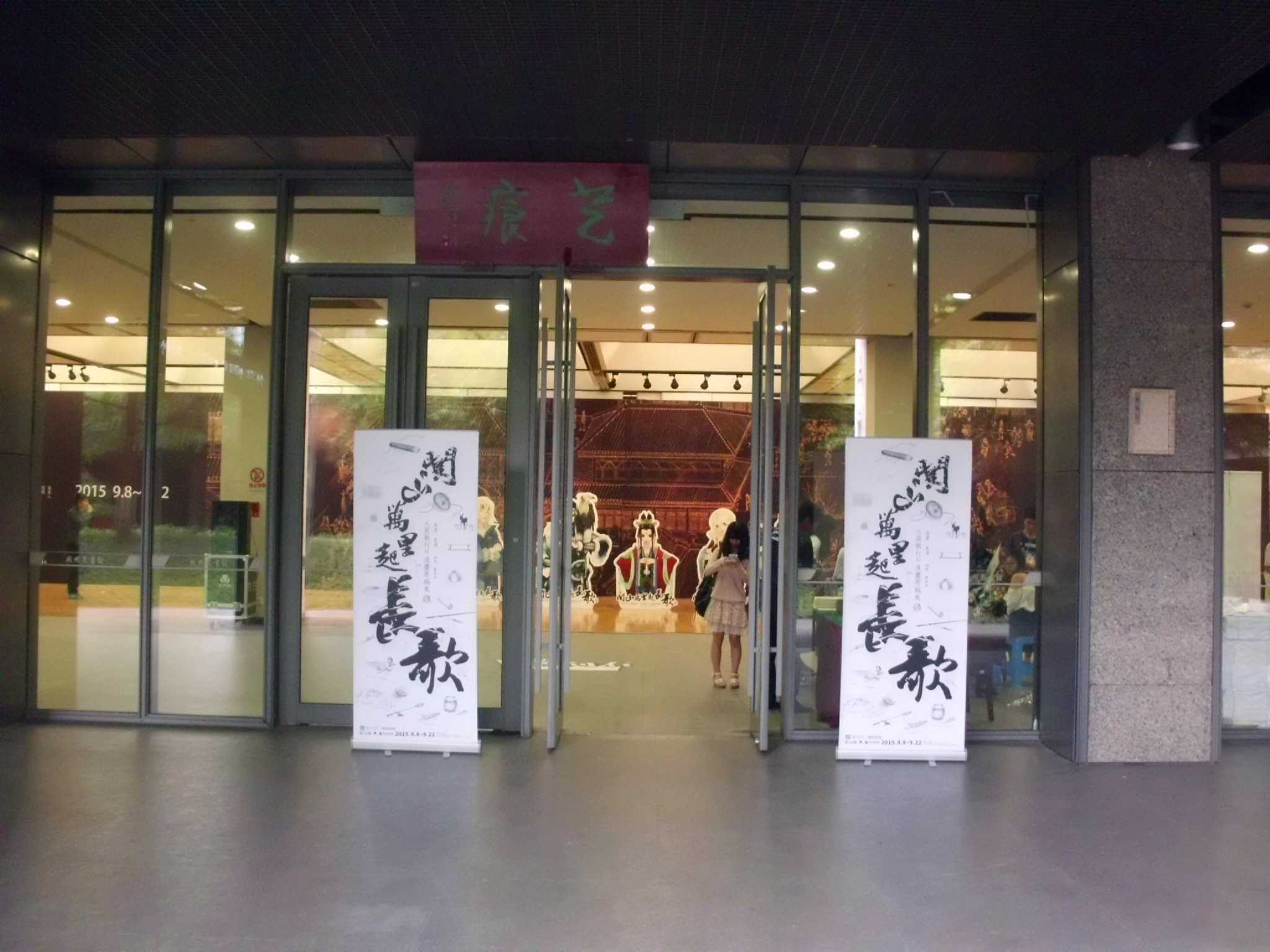
展覽大廳門口
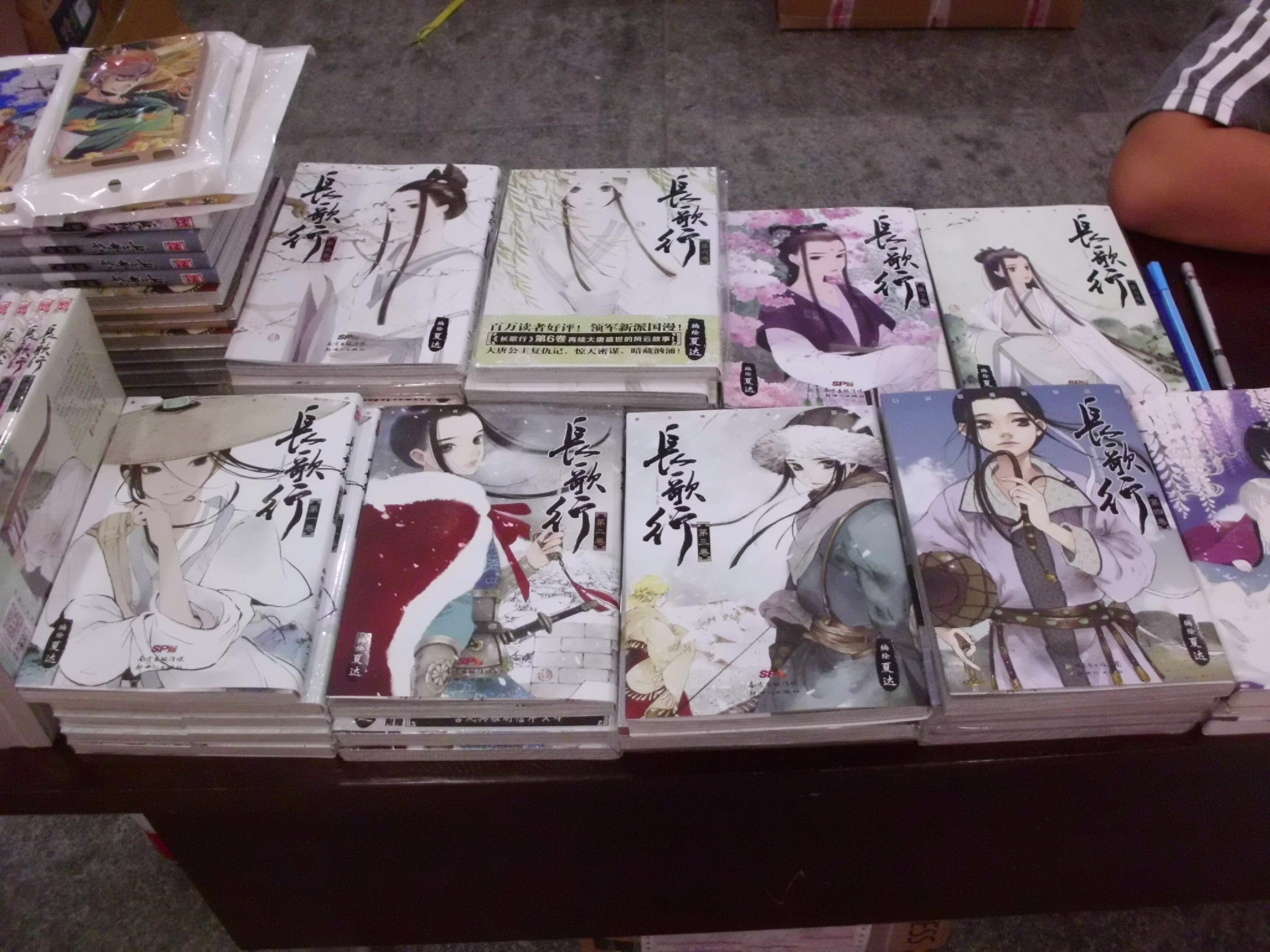
書籍商品預覽
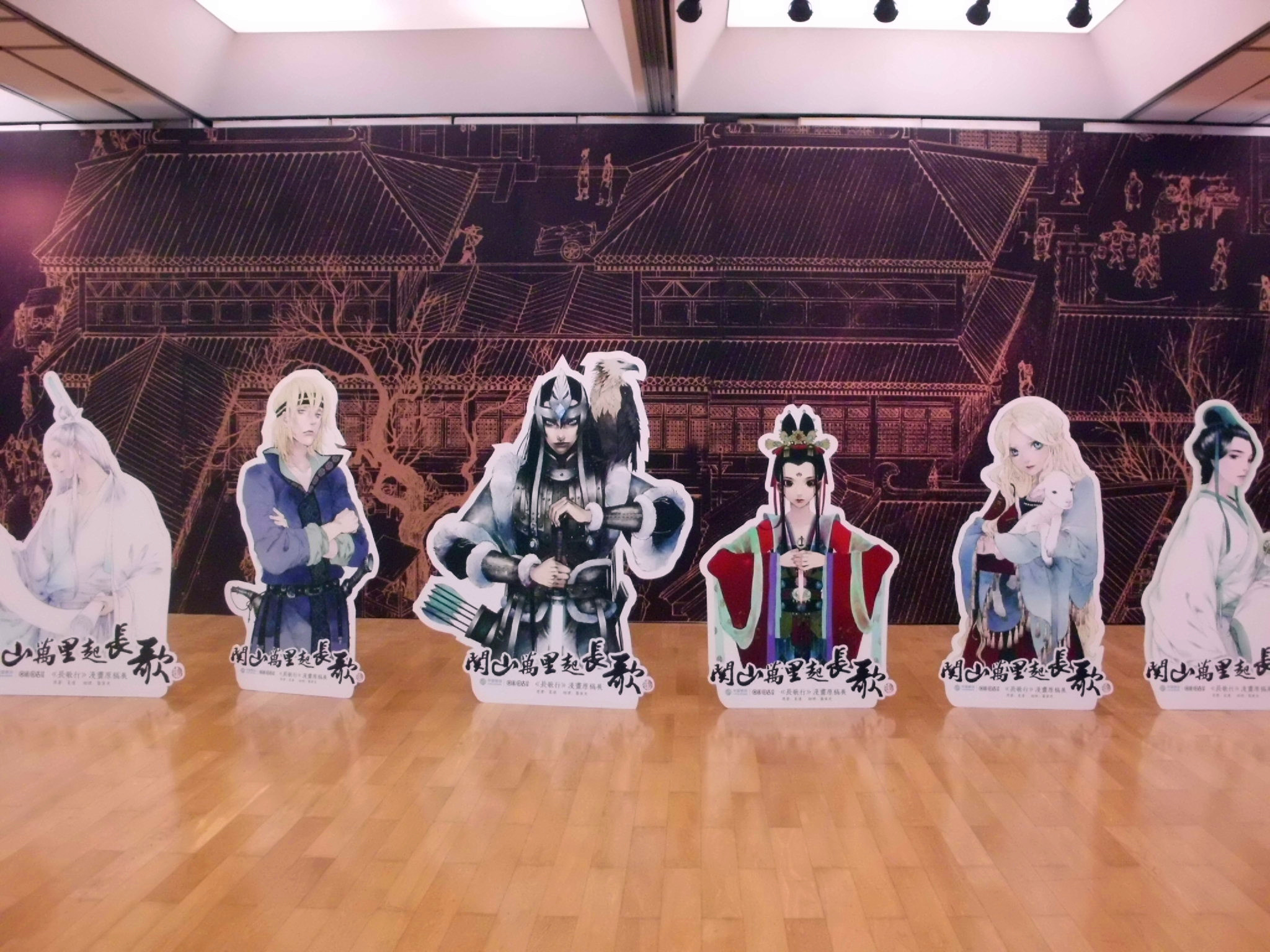
人形立牌
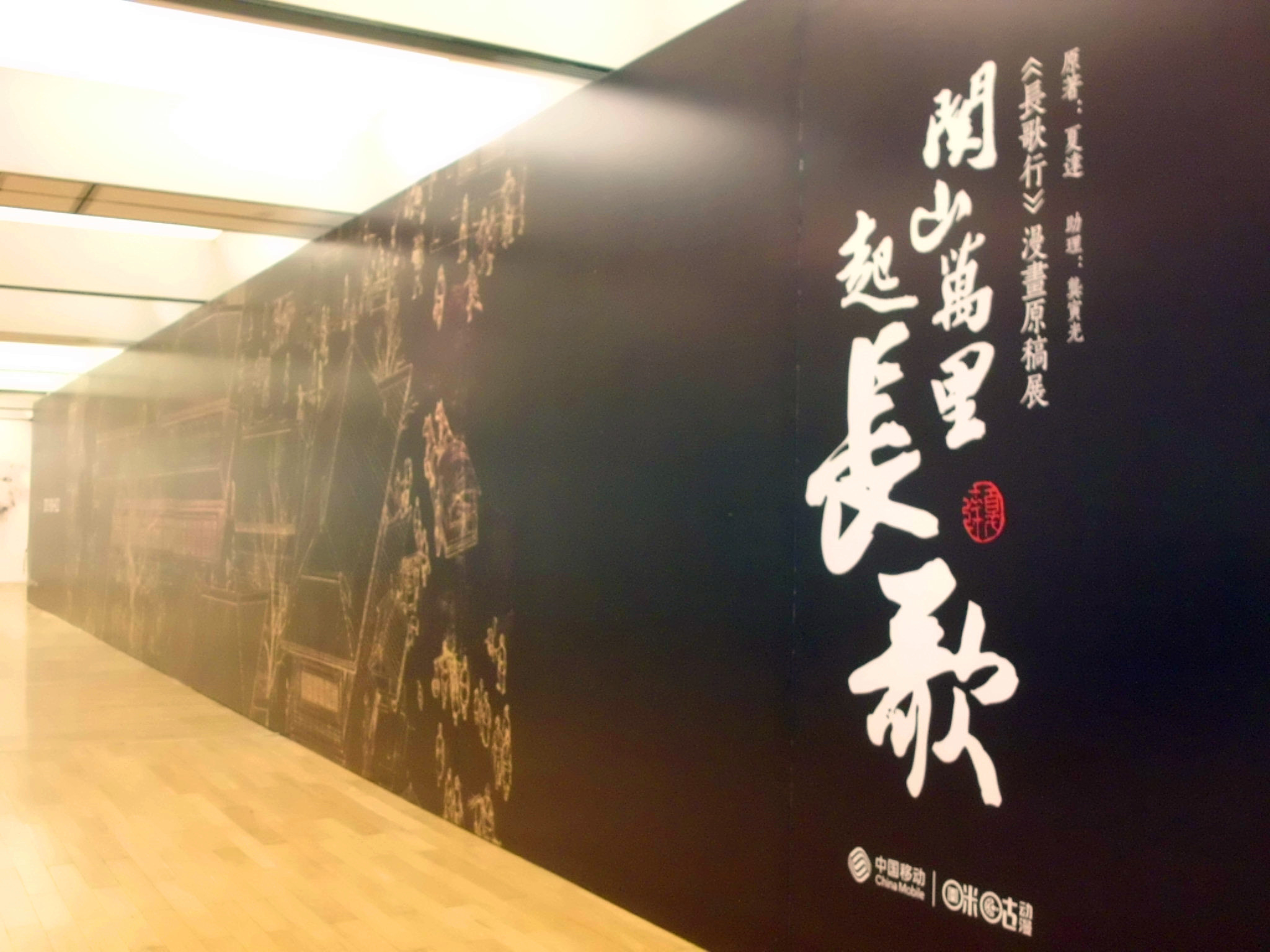
展區一隅
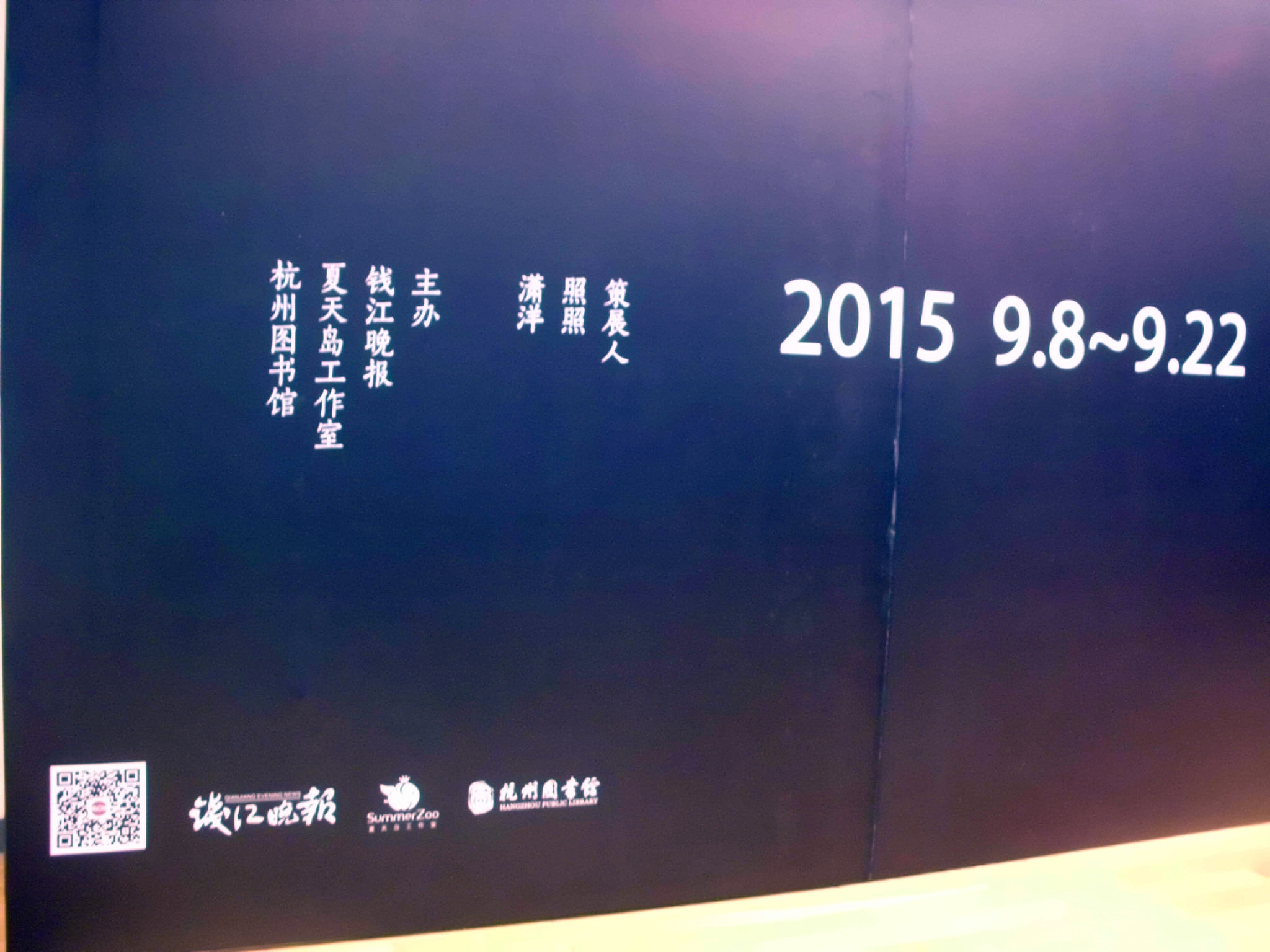
主辦單位
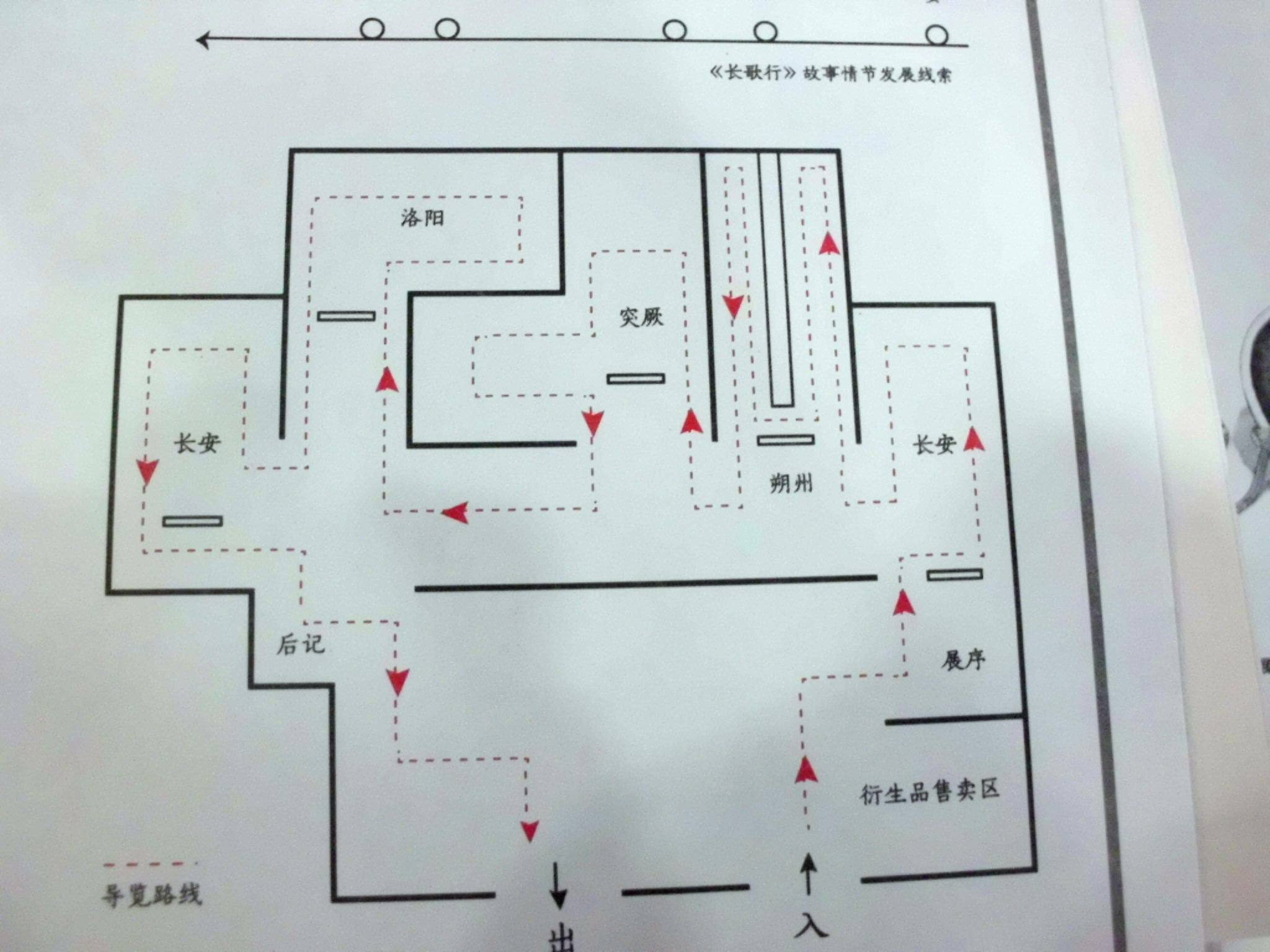
導覽路線圖
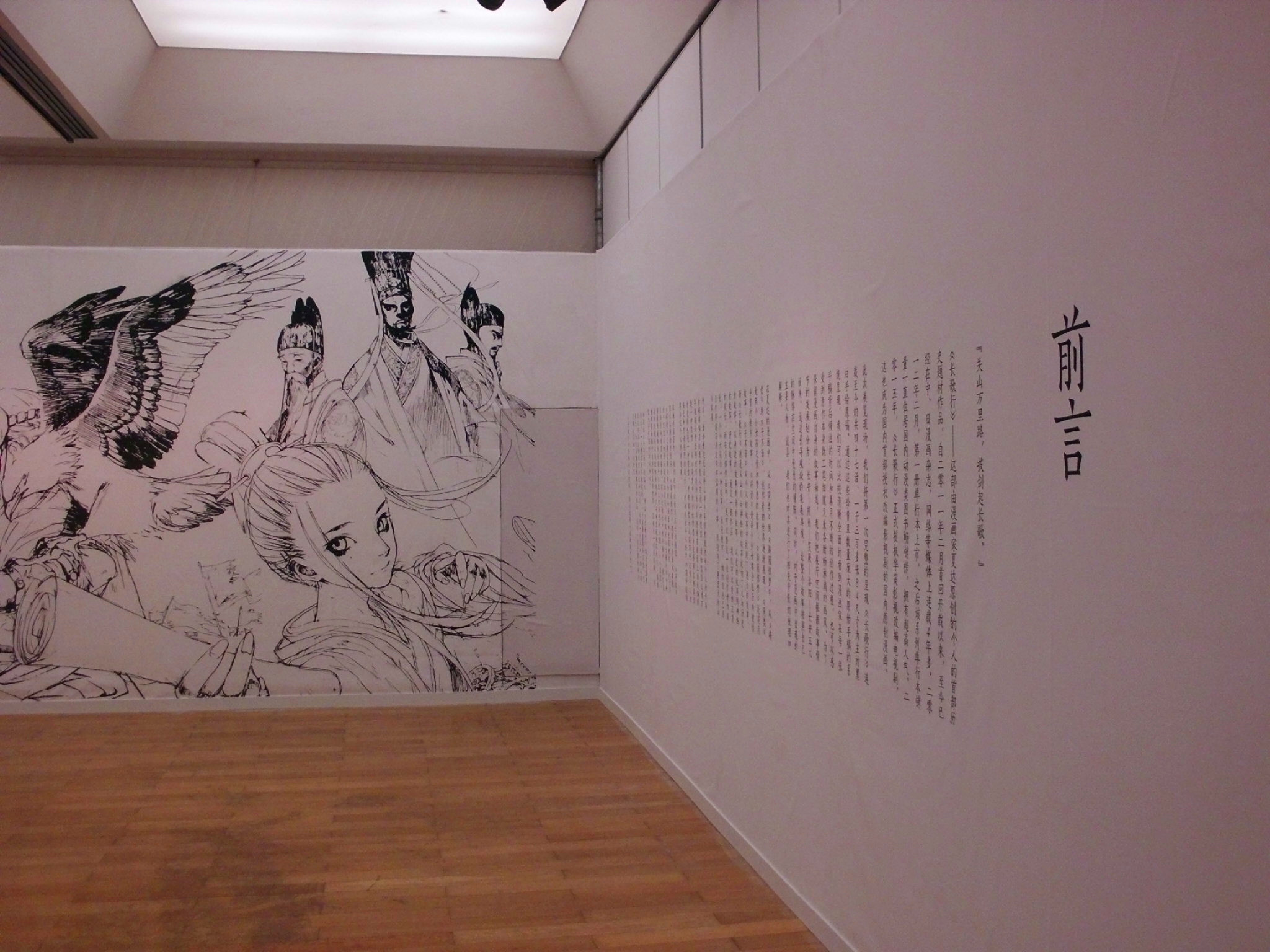
展區前言
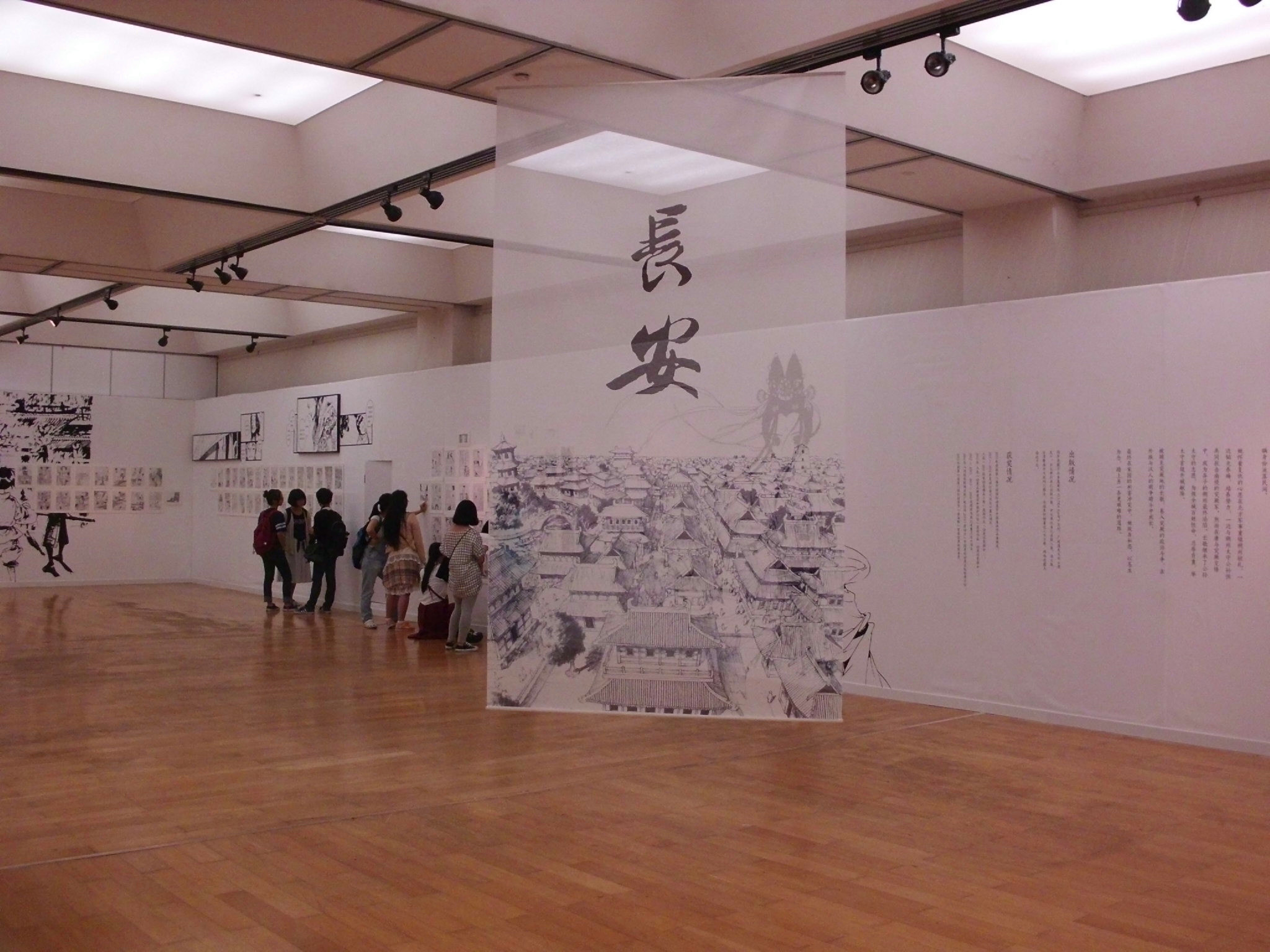
展區一角
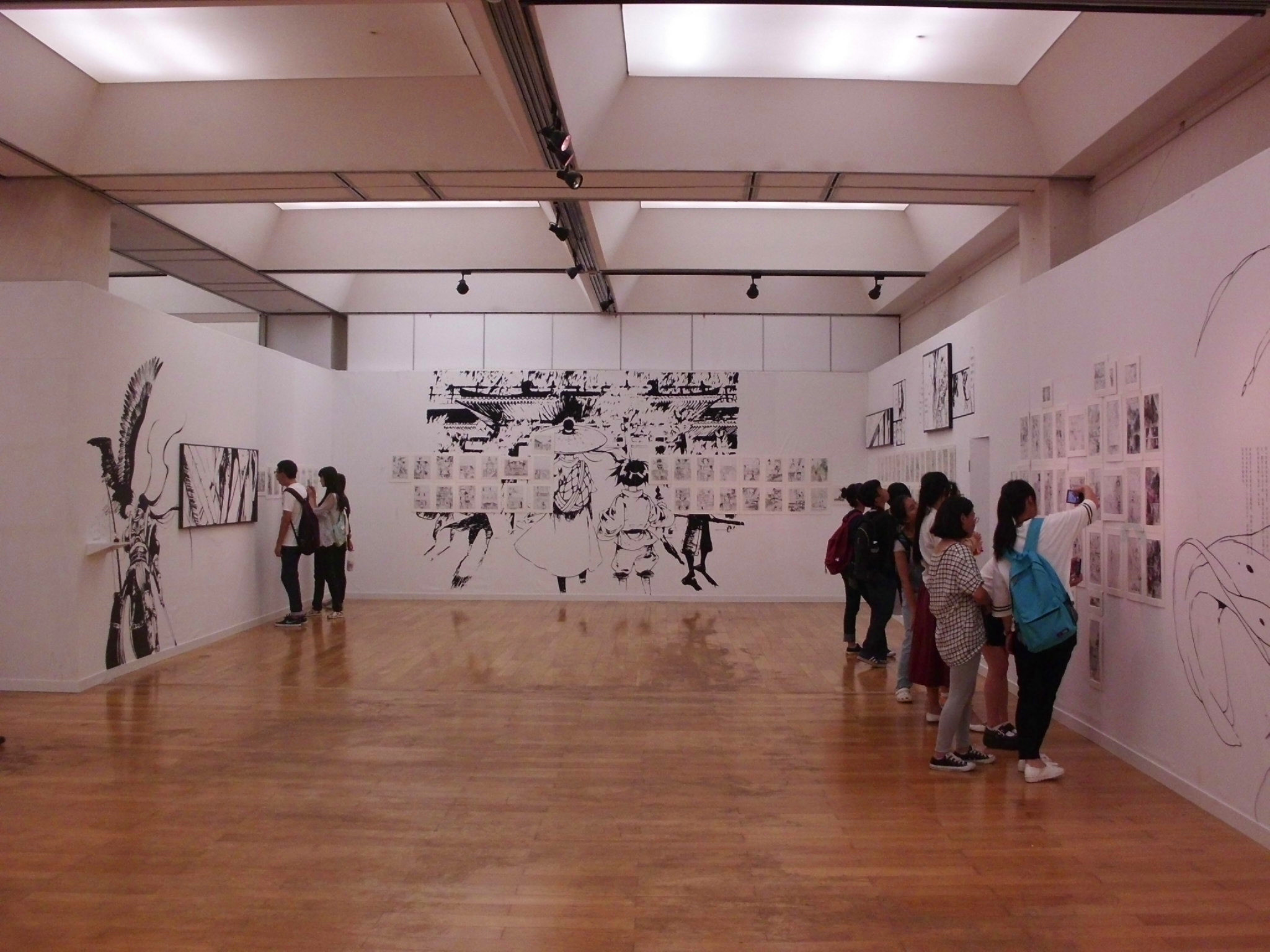
參觀的民眾
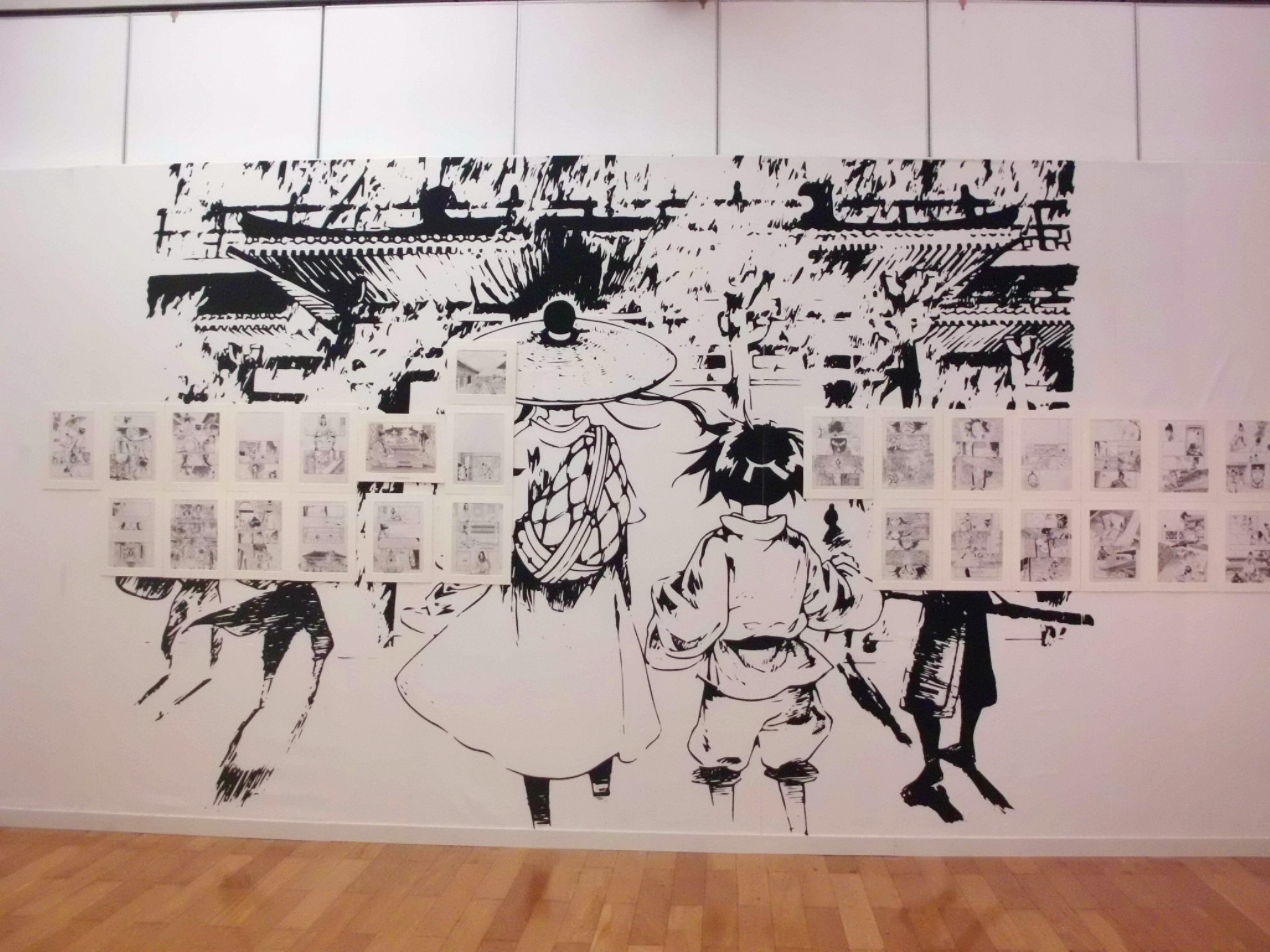
原稿集展示
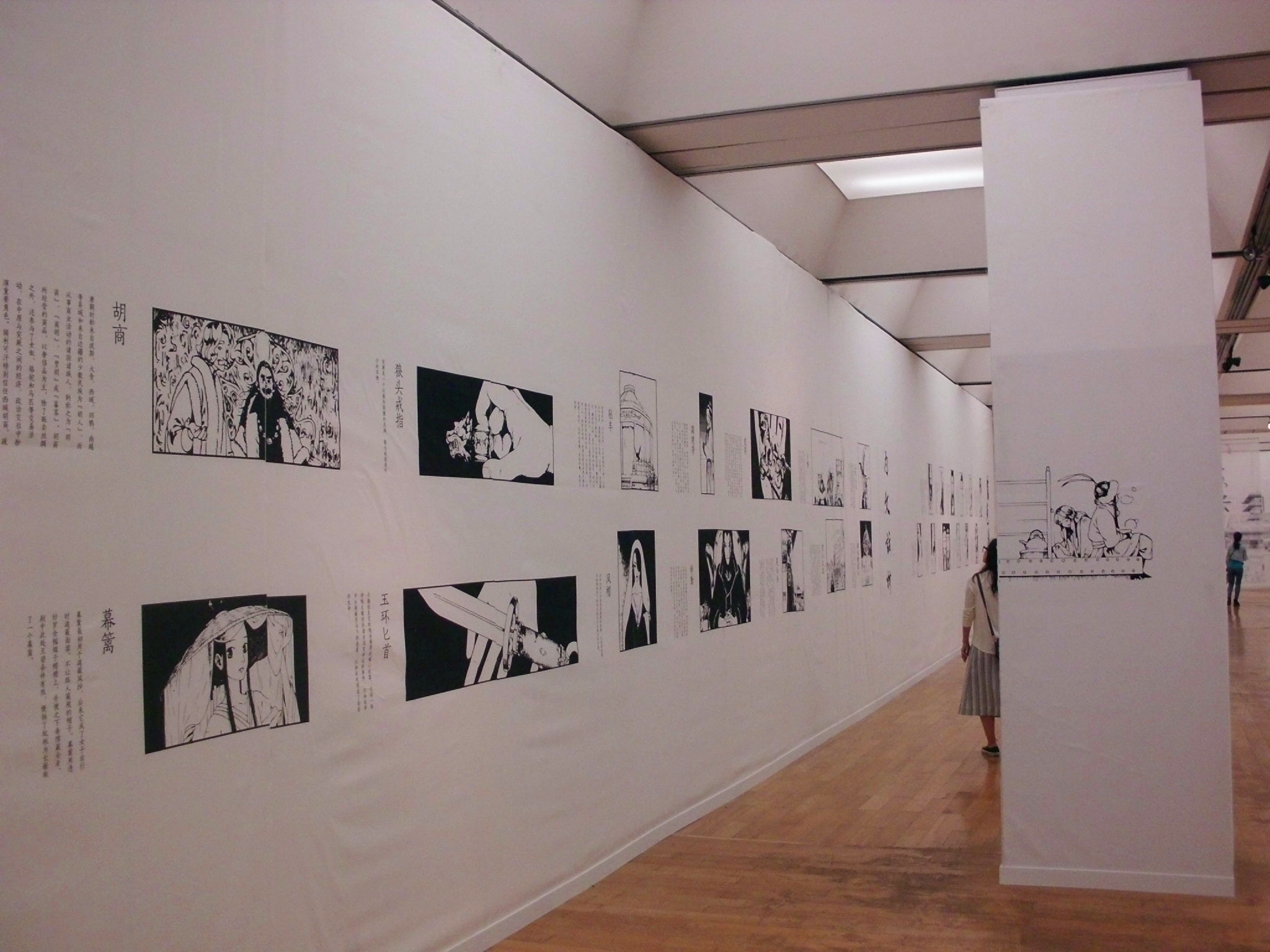
相關物件
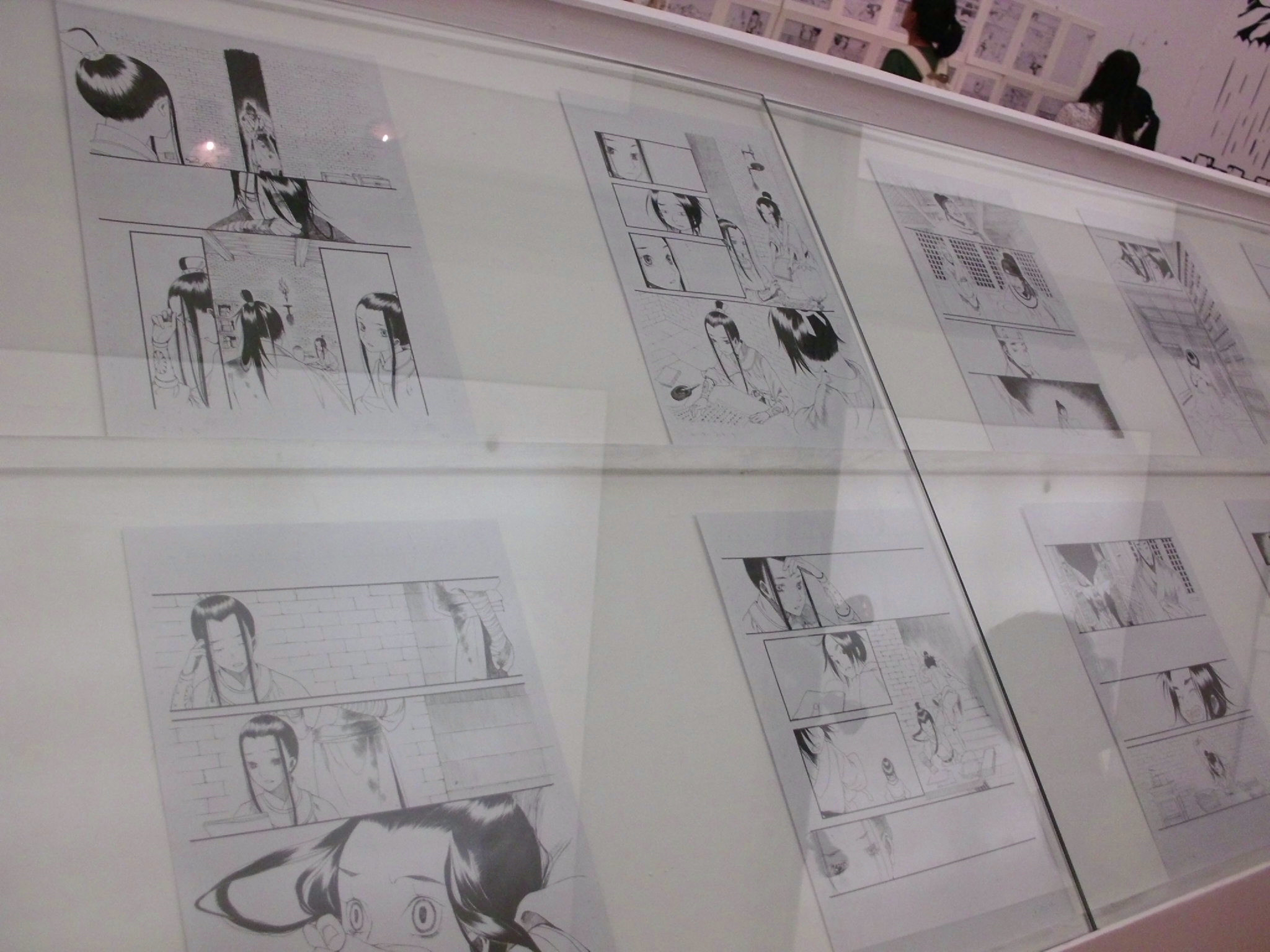
原稿展示櫃
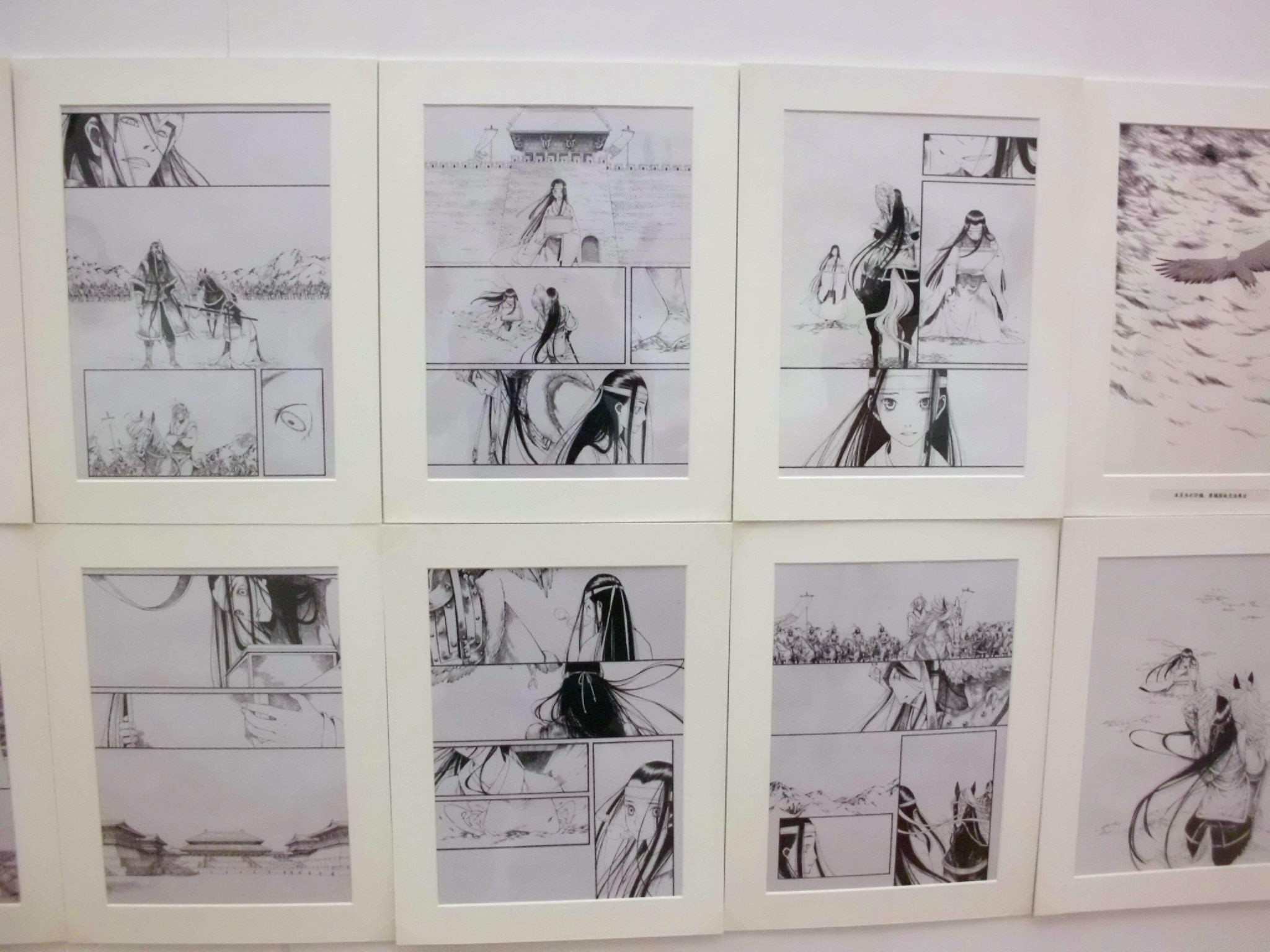
原稿複製畫
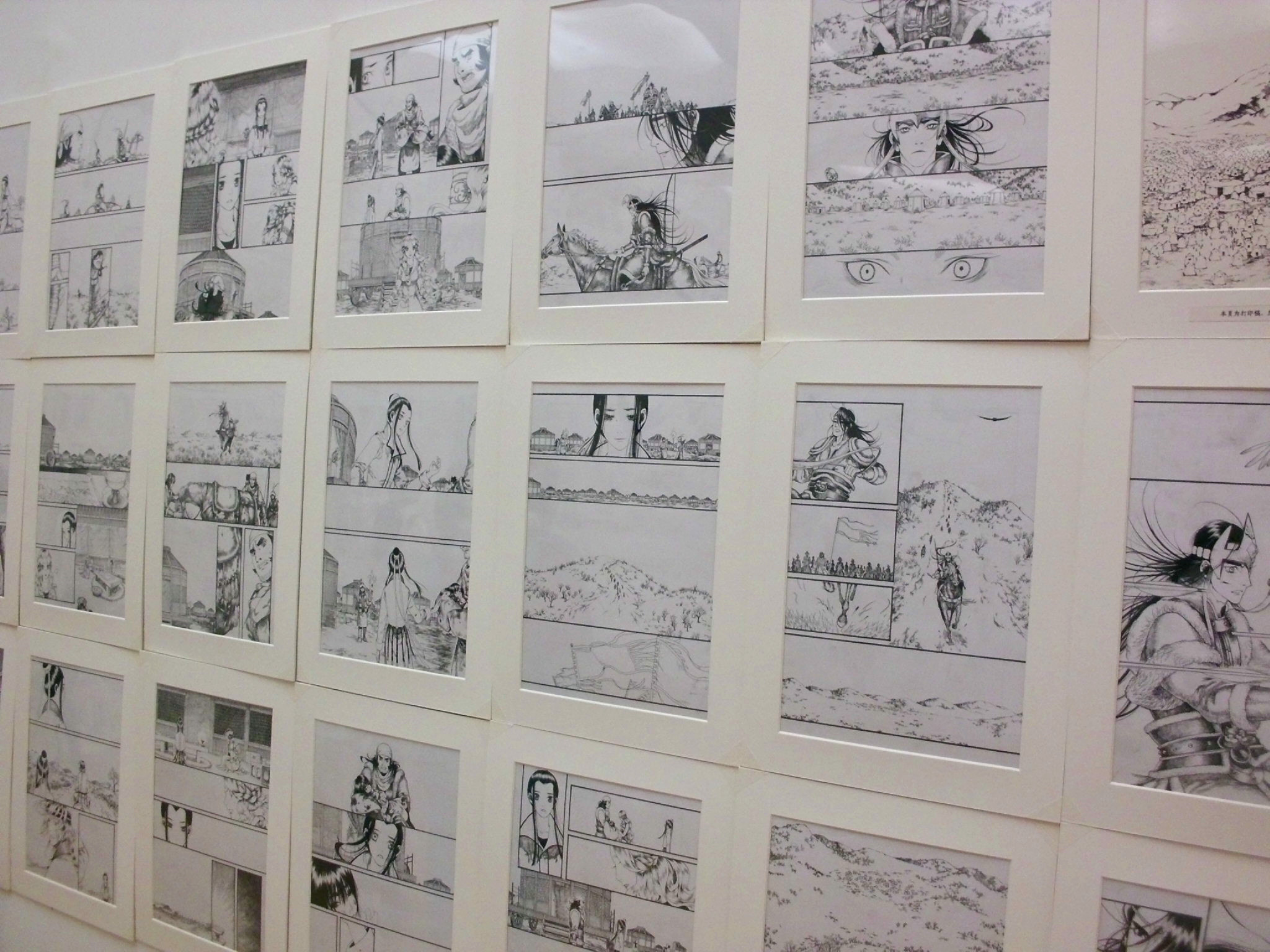
原稿展示牆
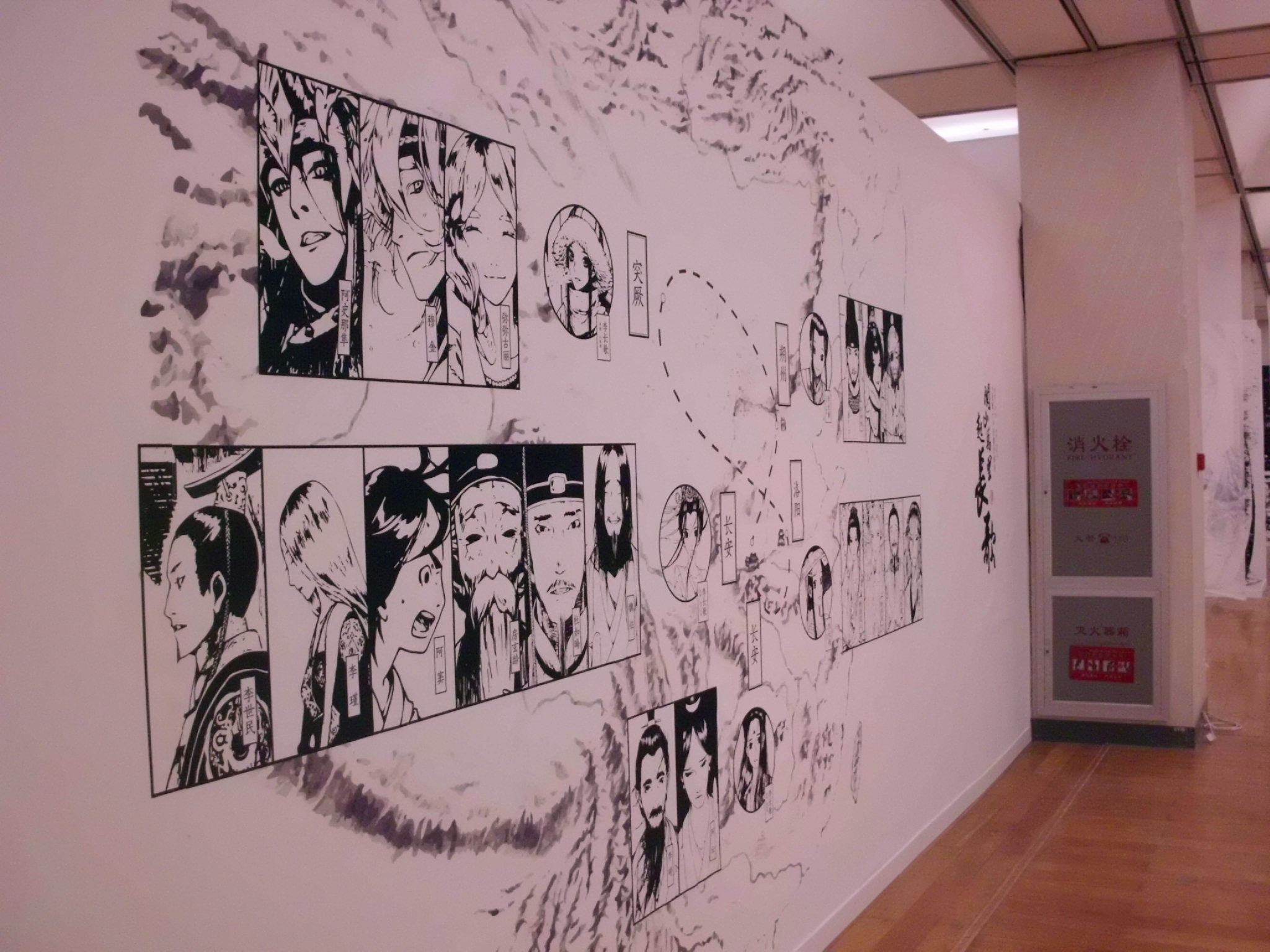
人物關係圖
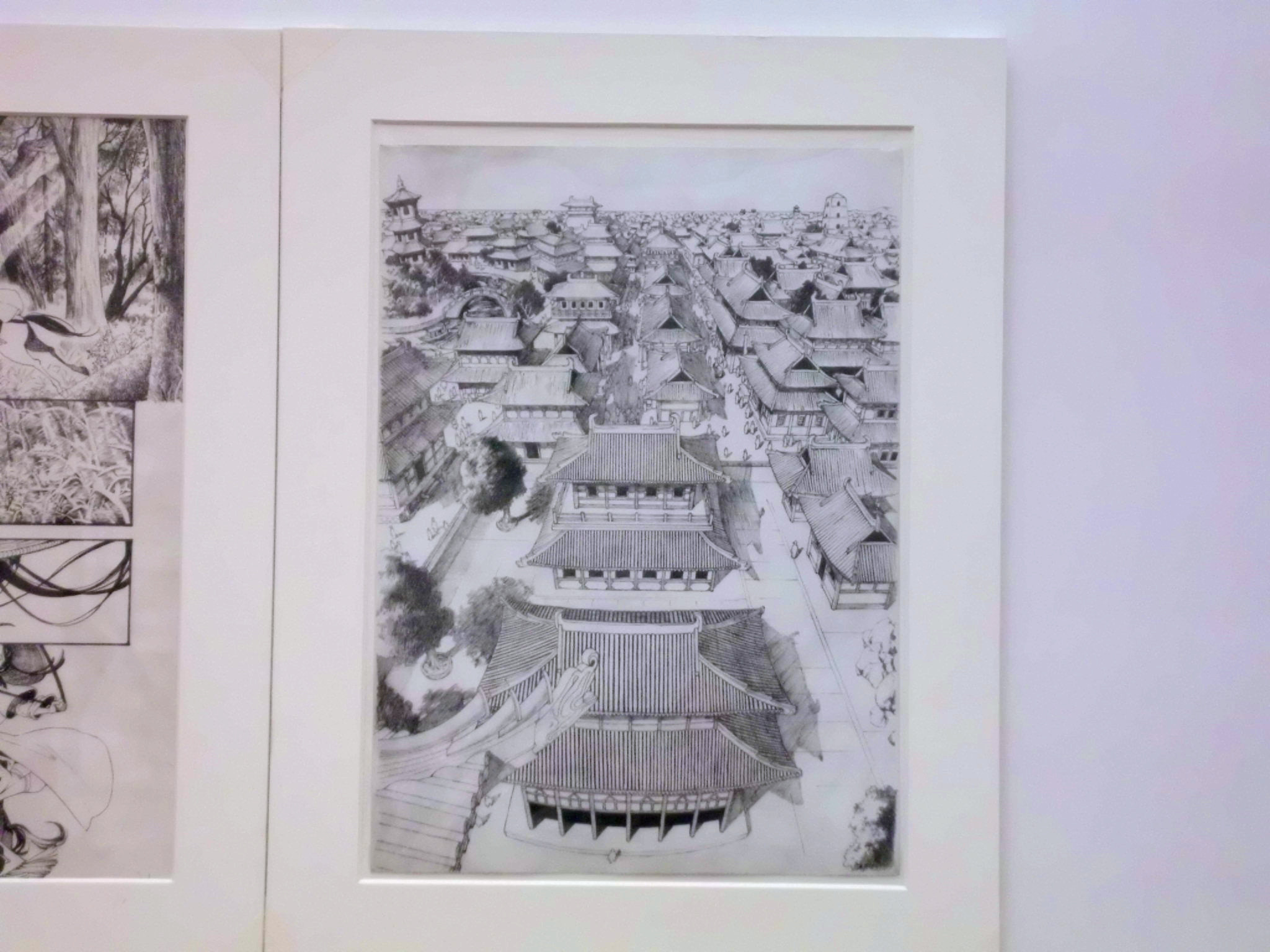
長安城

## 得獎
- 第八届中国国际漫画节中国漫画大奖[4]